# بنجامین گوردون
بنجامین گوردون (انگلیسی: Ben Gordon؛ زادهٔ ۴ آوریل ۱۹۸۳) بازیکن بسکتبال اهل بریتانیا است.
از باشگاه‌هایی که در آن بازی کرده‌است می‌توان به شارلوت هورنتس، اورلندو مجیک، دیترویت پیستونز، و شیکاگو بولز اشاره کرد.